# Straniul caz al doctorului Jekyll și al domnului Hyde
Straniul caz al doctorului Jekyll și al domnului Hyde (în engleză Strange Case of Dr Jekyll and Mr Hyde) este o nuvelă de groază din 1886, scrisă de autorul scoțian Robert Louis Stevenson. Ea îl urmărește pe Gabriel John Utterson, un avocat londonez care investighează o serie de întâmplări misterioase între vechiul său prieten, Henry Jekyll, și un criminal pe nume Edward Hyde.
Straniul caz al doctorului Jekyll și al domnului Hyde este una dintre cele mai faimoase opere din literatura engleză, și este considerată o carte definitorie a genului horror gotic. Nuvela a avut, de asemenea, un impact considerabil asupra culturii populare, expresia „Jekyll și Hyde” fiind utilizată în limbajul uzual pentru a se referi la persoanele cu o natură aparent bună, dar uneori șocant de rea.
Au fost realizate numeroase adaptări ale nuvelei, inclusiv peste 120 de versiuni scenice și cinematografice.

## Rezumat
Avocatul Gabriel John Utterson și vărul său, Richard Enfield, se aflau în plimbarea lor săptămânală când au ajuns la ușa unei case misterioase și neîngrijite, situată pe o stradă secundară dintr-un cartier animat al Londrei. Enfield îi povestește lui Utterson că, în urmă cu câteva luni, a fost martorul unei coliziuni violente între un bărbat cu un aspect malefic, pe nume Edward Hyde, și o fată neajutorată. Enfield l-a obligat pe Hyde să plătească familiei acesteia 100 de lire sterline pentru a evita un scandal. Hyde l-a adus pe Enfield la această ușă, și i-a dat un cec semnat de un domn de renume care s-a dovedit ulterior a fi doctorul Henry Jekyll, prietenul și clientul lui Utterson. Utterson se teme că Hyde îl șantajează pe Jekyll, deoarece acesta și-a schimbat recent testamentul pentru a-l face pe Hyde singurul beneficiar în cazul morții sau dispariției lui. Când Utterson încearcă să discute despre această situație cu Jekyll, el îi spune că poate scăpa de Hyde când dorește, și îi cere să renunțe la insistențe.

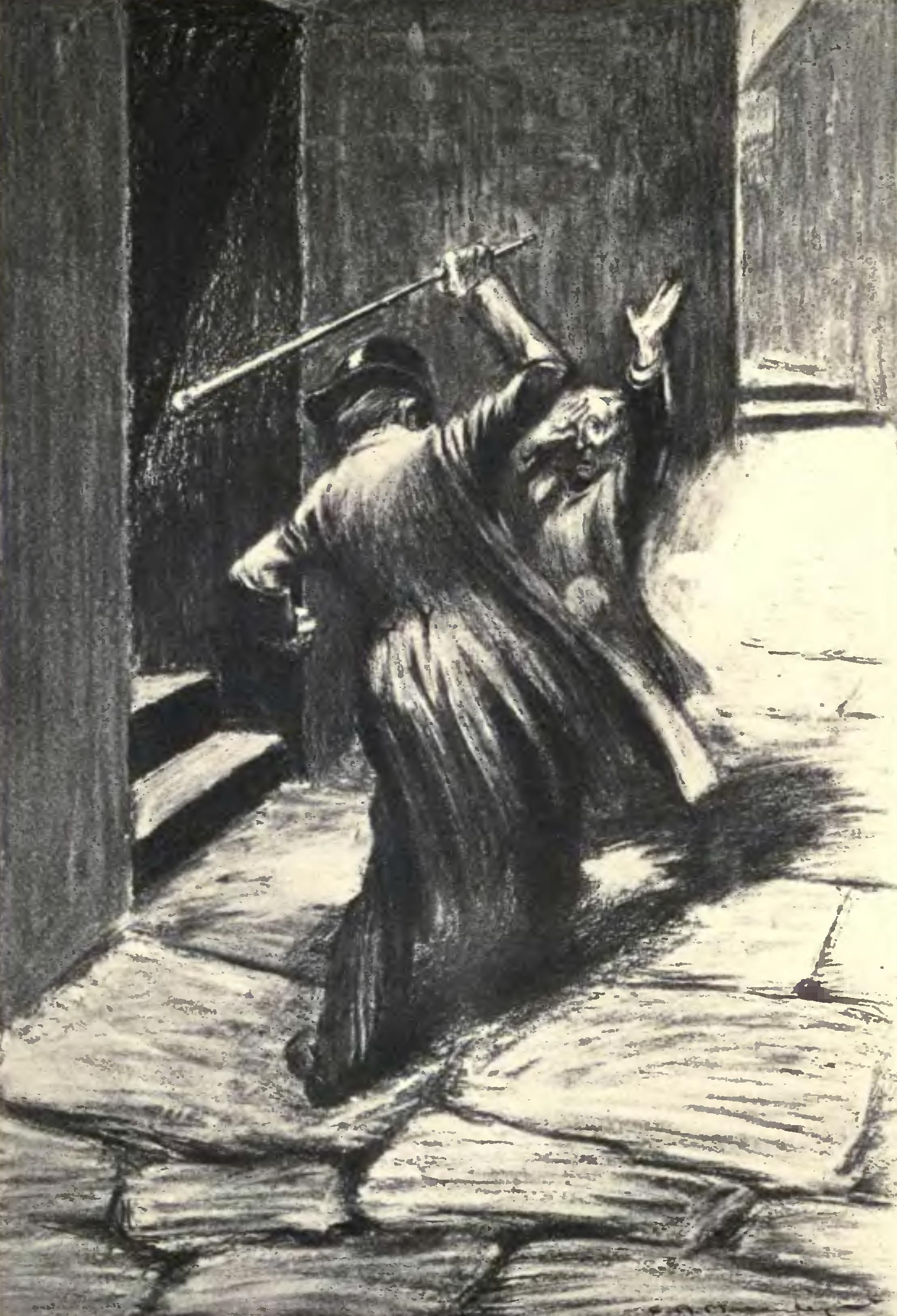
Ilustrație din 1904

Un an mai târziu, în octombrie, un servitor îl vede pe Hyde bătându-l până la moarte pe Sir Danvers Carew, un alt client al lui Utterson, și lăsând în urmă o jumătate de baston rupt. Poliția îl contactează pe Utterson, care îi conduce pe ofițeri la apartamentul lui Hyde. Hyde a dispărut, dar aceștia găsesc cealaltă jumătate a bastonului rupt, pe care Utterson îl recunoaște ca fiind unul pe care i l-a dat lui Jekyll. Utterson îl vizitează pe Jekyll, care prezintă un bilet pe care Hyde i l-ar fi scris, cerându-și iertare pentru problemele pe care i le-a provocat. Cu toate acestea, scrisul de mână al lui Hyde este similar cu cel al lui Jekyll, ceea ce îl determină pe Utterson să concluzioneze că Jekyll a falsificat biletul pentru a-l proteja pe criminal.
Timp de două luni, Jekyll revine la modul său sociabil de odinioară, părând aproape întinerit, însă la începutul lunii ianuarie începe brusc să refuze toate vizitele, adâncind misterul și îngrijorarea din jurul comportamentului său. Hastie Lanyon, un prieten comun al lui Jekyll și Utterson, moare în stare de șoc după ce primește informații referitoare la doctor. Înainte de a muri, Lanyon îi dă lui Utterson o scrisoare care urmează să fie deschisă după moartea sau dispariția lui Jekyll. La sfârșitul lunii februarie, în timpul unei alte plimbări cu Enfield, Utterson începe o conversație cu Jekyll la fereastra laboratorului său. Acesta trântește brusc fereastra și dispare, șocându-l și îngrijorându-l pe Utterson.
La începutul lunii martie, majordomul lui Jekyll, domnul Poole, îl vizitează pe Utterson și îi spune că Jekyll s-a izolat în laboratorul său de câteva săptămâni. Utterson și Poole pătrund cu forța în laborator, cu inimile bătându-le în piept de groază, doar pentru a găsi trupul neînsuflețit al lui Hyde îmbrăcat grotesc în hainele lui Jekyll, o scenă care sugerează o sinucidere îngrozitoare și disperată. Ei găsesc o scrisoare de la Jekyll către Utterson. Utterson citește scrisoarea lui Lanyon, apoi pe cea a lui Jekyll.
Scrisoarea lui Lanyon dezvăluie că deteriorarea sa a rezultat din șocul de a-l vedea pe Hyde bând un elixir care l-a transformat în Jekyll. Scrisoarea lui Jekyll explică faptul că, în public, el se supunea unor standarde morale stricte, dar se complăcea în vicii nedeclarate, și se lupta cu rușinea. El a găsit o modalitate de a se transforma și de a-și satisface astfel viciile fără teama de a fi descoperit. Corpul transformat al lui Jekyll, Hyde, era malefic, indulgent cu sine și nepăsător față de nimeni în afară de el însuși. Inițial, Jekyll a controlat transformările cu ajutorul serului, dar, într-o noapte din august, a început să devină Hyde involuntar, în somn.

## Analiză

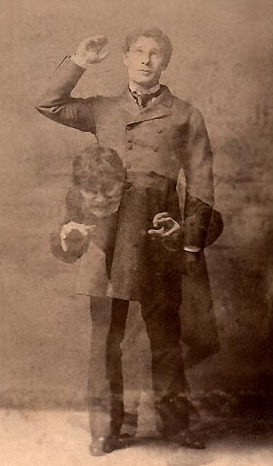
Richard Mansfield ca Jekyll & Hyde, 1895

Printre genurile literare pe care criticii le-au folosit drept cadru pentru interpretarea nuvelei se numără alegorie religioasă, fabulă, povestire polițistă, ficțiune de senzație, literatură doppelgänger, povești cu diavoli și nuvelă gotică.

### Dualitate
Nuvela este frecvent interpretată ca o examinare a dualității naturii umane, exprimată de obicei ca o luptă interioară între bine și rău, cu variații cum ar fi om versus animal, civilizație versus barbarie, uneori substituite, punctul principal fiind acela al unei lupte interioare esențiale între unul și celălalt, și că eșecul de a accepta această tensiune are ca rezultat răul, sau barbaria, sau violența animală, fiind proiectate asupra altora. În teoria freudiană, gândurile și dorințele alungate în mintea inconștientă motivează comportamentul minții conștiente. Alungarea răului în mintea inconștientă în încercarea de a atinge bunătatea perfectă poate duce la dezvoltarea unui aspect de tip domn Hyde al propriului caracter.
În discuția sa despre nuvelă, Vladimir Nabokov susține că viziunea „bine versus rău” a cărții este înșelătoare, deoarece Jekyll însuși nu arată că este, după standardele victoriene, o persoană bună moral.